# Люпинові боби

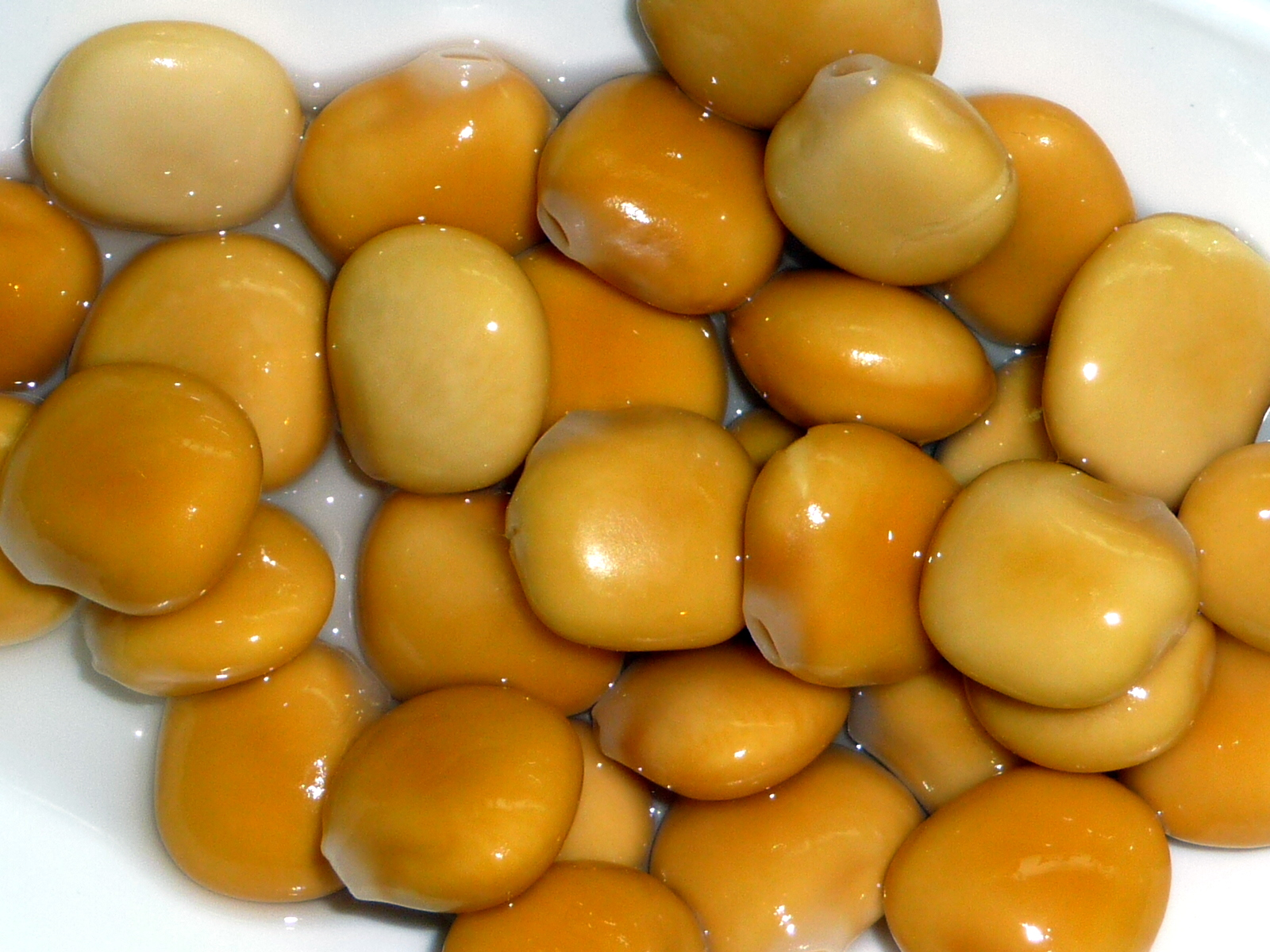
Трамуси (мариновані боби білого люпину)

Люпинові боби, вовчі боби (у французькій кухні — трамус, в Ізраїлі — турмус) являють собою варені та мариновані бобові плоди люпину білого (Lupinus albus L.). Їх зазвичай вживають в їжу в деяких країнах Середземномор'я Середземноморського басейну (Іспанія, Португалія, Італія, Північна Африка та ін) як супровід до аперитиву. У кухні франкоалжирців вони входять до складу kemia (пікантних закусок, що подаються з аперитивом). Їх можна їсти як зі шкіркою, так і без шкірки.

## Назва
У французькій кухні страва відома під назвою «трамус» жіночого роду. Слово походить від іспанського слова altramuz, що означає люпин, яке в свою чергу веде до араб. الترمس. Родинні слова з тим самим значенням — «трамус» в каталонській мові і «тремосу» в португальській.

## Приготування та проблема токсичності
Висушені боби люпину замочують на добу, варять у воді (без солі) 3 години, потім маринують в розсолі протягом 4-5 днів, змінюючи воду двічі на день, доки вони не втратить гіркий смак. Сіль додають незадовго до вживання.
Така складна обробка необхідна для усунення токсичних алкалоїдів, зокрема люпиніну і спартеїну, які зустрічаються в природі в бобах люпину і розчинні у воді, причому гіркий смак пов'язаний з присутністю цих алкалоїдів. Однак саме по собі зникнення гіркого смаку ще не свідчить про безпеку вживання, тому що невелика частка алкалоїдів залишається і після цього, тому розсіл для люпинових бобів і змінюють кілька разів.
Німецький селекціонер Рейнгольд фон Зенгбуш вивів «солодкий люпин» — різновид зі зниженим вмістом токсичних алкалоїдів. Тим не менш, сорти «солодкого люпину» в основному використовуються в кормових цілях.
В Ізраїлі та в арабських країнах люпинові боби після відварювання висушують, і їдять на зразок інших сушених закусок (насіння, нут тощо).